# Microscopio electrónico de transmisión

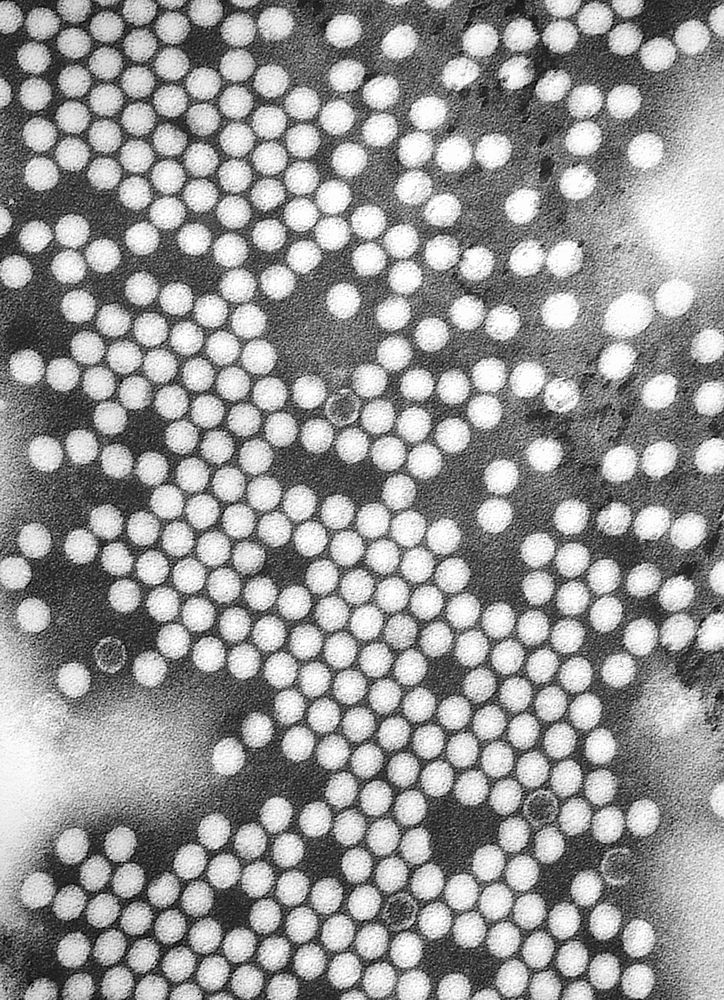
Una micrografía electrónica del poliovirus, que mide solo 30 nm.

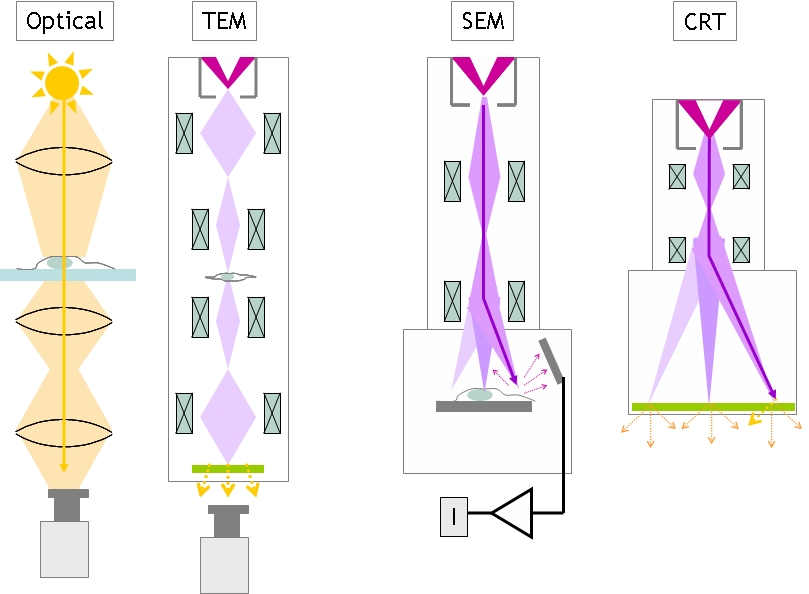
Comparación de la formación de la imagen en un microscopio de transmisión óptica, un microscopio electrónico de transmisión (TEM), un microscopio electrónico de barrido (SEM) y un tubo de rayos catódicos (CRT) de pantalla de TV.

Un microscopio electrónico de transmisión (TEM por su sigla en inglés, o MET en español) es un microscopio que utiliza un haz de electrones para visualizar un objeto, debido a que la potencia amplificadora de un microscopio óptico está limitada por la longitud de onda de la luz visible. Lo característico de este microscopio es el uso de una muestra ultrafina y que la imagen se obtenga de los electrones que atraviesan la muestra.
Los microscopios electrónicos de transmisión pueden disminuir un objeto hasta un millón  de veces.

## Historia
El primer microscopio electrónico de transmisión fue desarrollado entre 1931 y 1933 por Ernst Ruska y sus colaboradores. La óptica básica de ese primer microscopio electrónico se mantiene hasta nuestros días; los cambios en los microscopios modernos consisten en adicionar más lentes para incrementar el ámbito de aumentos y darle mayor versatilidad. El primer microscopio electrónico de transmisión comercial lo construyó Siemens en 1939.
123 

## Estructura
Debido a que los electrones tienen una longitud de onda mucho menor que la de la luz visible, pueden mostrar estructuras mucho más pequeñas.
Las partes principales de un microscopio electrónico de transmisión son:
- Cañón de electrones, que emite los electrones que chocan o atraviesan el espécimen (dependiendo que tipo de microscopio electrónico es), creando una imagen aumentada.
- Lentes magnéticas para crear campos que dirigen y enfocan el haz de electrones, ya que las lentes convencionales utilizadas en los microscopios ópticos no funcionan con los electrones.
- Sistema de vacío es una parte muy importante del microscopio electrónico. Debido a que los electrones pueden ser desviados por las moléculas del aire, se debe hacer un vacío casi total en el interior de un microscopio de estas características.
- Placa fotográfica o pantalla fluorescente que se coloca detrás del objeto a visualizar para registrar la imagen aumentada.
- Sistema de registro que muestra la imagen que producen los electrones, que suele ser un ordenador.

El microscopio electrónico de transmisión emite un haz de electrones dirigido hacia el objeto que se desea aumentar. Una parte de los electrones rebotan o son absorbidos por el objeto y otros lo atraviesan formando una imagen aumentada de la muestra.

### Cañón de electrones

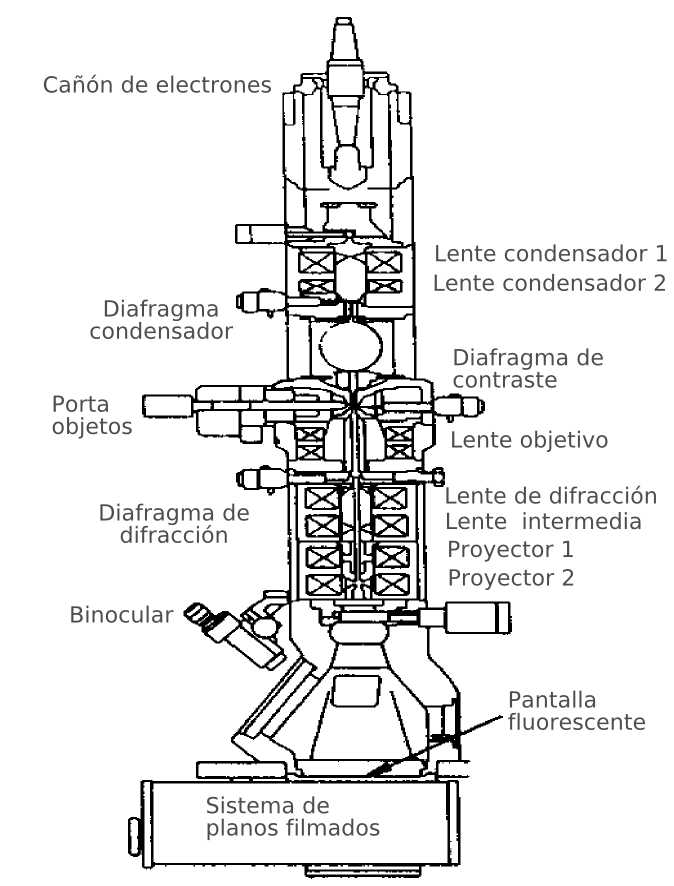
Esquema de un microscopio electrónico de transmisión.

De arriba abajo, el TEM consiste en una fuente de emisión, que puede ser un filamento de tungsteno o bien una fuente de hexaboruro de lantano (LaB6). Para el caso del tungsteno el filamento puede ser o bien en la forma de una horquilla de pelo o bien pequeño y en forma de púa. Las fuentes de LaB6 utilizan un pequeño monocristal. Conectando dicho cañón a una fuente de alto voltaje (~120kV para muchas aplicaciones) comenzará a emitir electrones hacia el vacío. Esta extracción de electrones suele reforzarse con la ayuda de un cilindro Wehnelt. Una vez extraídos, las lentes de la parte superior del TEM manipulan los haces de electrones permitiendo su focalización al tamaño deseado y su localización sobre la muestra. 
La manipulación de los electrones se consigue mediante la combinación de dos efectos físicos. La interacción de los electrones con un campo magnético hace que estos se muevan de acuerdo a la fórmula vectorial F= (q.v) x B (siendo v y B, el vector velocidad del electro, B el vector campo magnético y "x" el producto vectorial). Este efecto permite que los electrones emitidos puedan ser manipulados por medio de electroimanes. Esta técnica permite la formación de una lente magnética de distancia focal variable, dependiendo de la distribución del flujo magnético. Además un campo eléctrico puede deflectar la trayectoria de los electrones en un ángulo fijo. Mediante dos deflexiones seguidas pueden desplazarse lateralmente las trayectorias de los electrones. Esta técnica permite el desplazamiento lateral de los haces de electrones en el TEM, siendo esta operación especialmente importante para el barrido de los haces en la variante STEM. De la combinación de estos dos efectos así como del empleo de un sistema de visualización (tal como una pantalla de fósforo) se obtiene el nivel de control de los haces requerido para la operación del TEM.
Las lentes del TEM permiten realizar la convergencia de los haces y el control del ángulo de la misma. Dicho control se ejerce modificando la cantidad de corriente que fluye a través de las lentes cuadrupolares y hexapolares y permite modificar los aumentos del TEM. La lente cuadrupolar consiste en un conjunto de cuatro bobinas situadas en los vértices de un cuadrado. La lente hexapolar simplemente incrementa el grado de simetría del campo resultante.
Típicamente un TEM contiene tres conjuntos de lentes con muchas posibles variantes en la configuración de las lentes, en particular la de TEM con filtrado energético o EFTEM. Los conjuntos se denominan respectivamente lentes condensadoras o condensador, lentes de objetivo o simplemente objetivo y lentes de proyección o proyector. Las lentes condensadoras se encargan de la formación inicial del haz tras la emisión de los electrones. Las lentes de objetivo focalizan el haz sobre la muestra y finalmente las lentes de proyección se encargan de expandir el haz reflejado hacia la pantalla de fósforo u otro dispositivo de visualización tal como película. Los aumentos del TEM vienen dados por la razón de las distancias entre la muestra y el plano imagen del objetivo. 
Es de apreciar que la configuración de un TEM varía significativamente según su implementación. Así algunos fabricantes usan configuraciones especiales de lentes, tales como en instrumentos corregidos de aberración esférica, en particular en aplicaciones de alto voltaje en TEM de emisión de campo.
El sistema de visualización en un TEM puede consistir en una pantalla de fósforo para observación directa por el operador y opcionalmente en un sistema de registro de imágenes tales como película o una retina CCD combinada con una pantalla de fósforo. Normalmente estos sistemas de visualización pueden ser intercambiados a conveniencia del operador.

### Sistema de vacío
Para conseguir el flujo ininterrumpido de electrones, el TEM debe operar a bajas presiones, típicamente en el orden de {\displaystyle 10^{-4}} a {\displaystyle 10^{-8}} Pa. La necesidad de esto se debe a dos razones: primero, permitir una diferencia de voltaje entre el cátodo y tierra sin que se produzca un arco voltaico. Segundo, reducir la frecuencia de las colisiones de los electrones con los átomos del aire a niveles despreciables. Ya que el TEM, contrariamente a un CRT, es un sistema que debe permitir la reposición de componentes, la inserción de muestras y, particularmente en modelos antiguos, el cambio de carrete de película, se hace imprescindible la posibilidad de reproducir el vacío regularmente. Por ello los TEMs están equipados con sistemas de bombeo completos y su sellado de vacío no es permanente.
El sistema de visualización en un TEM puede consistir en una pantalla de fósforo para observación directa por el operador y opcionalmente en un sistema de registro de imágenes tales como película o una retina CCD combinada con una pantalla de fósforo. Normalmente estos sistemas de visualización pueden ser intercambiados a conveniencia del operador.

## Procedimiento para su uso
Para utilizar un microscopio electrónico de transmisión debe cortarse la muestra en capas finas, no mayores de un par de miles de ángstroms. Los microscopios electrónicos de transmisión pueden aumentar un objeto hasta un millón de veces.

## Base teórica
Teóricamente la resolución máxima {\displaystyle d} alcanzable con un microscopio óptico se encuentra en principio limitada por la longitud de onda {\displaystyle \lambda } de la luz que se utiliza para examinar la muestra, y por la apertura numérica {\displaystyle {\textrm {NA}}} del sistema.

{\displaystyle d={\frac {\lambda }{2\,n\,\sin \alpha }}\approx {\frac {\lambda }{2\,{\textrm {NA}}}}}

Los físicos de principios del siglo XX teorizaron sobre posibles maneras de superar las limitaciones impuestas por la relativamente grande longitud de onda de la luz visible (de 400 a 700 nm) mediante el uso de electrones. Como toda la materia, los electrones exhiben propiedades tanto de onda como de partícula (como ya propuso Louis-Victor de Broglie). Como consecuencia se puede hacer que un haz de electrones se comporte como un haz de radiación electromagnética. La longitud de onda del electrón se obtiene igualando la ecuación de De Broglie a la energía cinética de un electrón. Debe introducirse una corrección relativista adicional, ya que los electrones en un equipo TEM alcanzan velocidades próximas a la de la luz {\displaystyle {\textrm {c}}}.

{\displaystyle \lambda _{e}\approx {\frac {h}{\sqrt {2m_{0}E\left(1+{\frac {E}{2m_{0}c^{2}}}\right)}}}}

En un microscopio electrónico los electrones se producen generalmente en un filamento, normalmente de tungsteno, parecido al de una bombilla, mediante un proceso conocido como emisión termoiónica o bien mediante emisión de campo. Los electrones emitidos se aceleran entonces con ayuda de un potencial eléctrico (medido en V, o voltios) y se focalizan mediante lentes electrostáticas o electromagnéticas.

## Aplicaciones
La principal función del microscopio electrónico de transmisión es el estudio de los metales, minerales y el estudio de las células en el nivel supramolecular.

Tiene un papel muy importante en la industria de la metalurgia.

Se utiliza en la microbiología, para observar la estructura de los virus. 
También es usado en la anatomía patológica, para diagnosticar partiendo de la ultraestructura celular.